# Baseboll vid olympiska sommarspelen 2020
Baseboll vid olympiska sommarspelen 2020 spelades mellan 28 juli och 7 augusti 2021 i Yokohama och Fukushima i Japan. Turneringen bestod av sex stycken herrlandslag. Japan tog sitt första OS-guld genom att slå USA med 2-0 i finalen.
Turneringen skulle ursprungligen ha spelats mellan 29 juli och 8 augusti 2020 men den blev uppskjuten på grund av Covid-19-pandemin.
Det var den första olympiska turneringen i baseboll sedan 2008. I augusti 2016 beslutade IOK att baseboll skulle bli en av de nya sporterna i det olympiska programmet 2020.

## Kvalificering
Utöver Japan, som blev automatiskt kvalificerade som värdnation, kvalificerade sig fem landslag för turneringen utifrån resultaten i de olika tävlingar som fungerade som kval.
| Turnering                                  | Datum                | Spelplats | Platser | Kvalificerade           |
| ------------------------------------------ | -------------------- | --------- | ------- | ----------------------- |
| Värdnation                                 | 7 september 2013     | i.u.      | 1       | Japan                   |
| Kvalturnering Afrika och Europa            | 18–22 september 2019 | Italien   | 1       | Israel                  |
| WBSC Premier12 2019                        | 2–17 november 2019   | Japan     | 2       | Sydkorea                |
| WBSC Premier12 2019                        | 2–17 november 2019   | Japan     | 2       | Mexiko                  |
| Nordamerika, Centralamerika och Sydamerika | 31 maj–5 juni 2021   | USA       | 1       | USA                     |
| Olympisk kvalturnering                     | 22–26 juni 2021      | Mexiko    | 1       | Dominikanska republiken |
| Totalt                                     |                      |           | 6       |                         |

## Medaljsammanfattning
| Baseboll | Guld | Silver | Brons |
| Herrar   | Japan | USA | Dominikanska republiken |
| Herrar   | Kōyō Aoyagi Suguru Iwazaki Masato Morishita Hiromi Itoh Yoshinobu Yamamoto Masahiro Tanaka Yasuaki Yamasaki Ryoji Kuribayashi Yūdai Ōno Kodai Senga Kaima Taira Ryutaro Umeno Takuya Kai Tetsuto Yamada Sōsuke Genda Hideto Asamura Ryosuke Kikuchi Hayato Sakamoto Munetaka Murakami Kensuke Kondo Yuki Yanagita Ryoya Kurihara Masataka Yoshida Seiya Suzuki | Shane Baz Anthony Carter Brandon Dickson Anthony Gose Edwin Jackson Scott Kazmir Nick Martinez Scott McGough David Robertson Joe Ryan Ryder Ryan Simeon Woods Richardson Tim Federowicz Mark Kolozsvary Nick Allen Eddy Alvarez Triston Casas Todd Frazier Jamie Westbrook Tyler Austin Eric Filia Patrick Kivlehan Jack López Bubba Starling | Darío Álvarez Gabriel Arias Jairo Asencio Luis Felipe Castillo Jumbo Díaz Junior García Jhan Mariñez Cristopher Mercedes Denyi Reyes Ramón Rosso Ángel Sánchez Roldani Baldwin Charlie Valerio José Bautista Juan Francisco Jeison Guzmán Erick Mejia Gustavo Núñez Emilio Bonifácio Melky Cabrera Johan Mieses Yefri Pérez Julio Rodríguez |

Denna tabell: visa • redigera

## Medaljtabell
| Pl.    | Nation                  | Guld | Silver | Brons | Totalt |
| ------ | ----------------------- | ---- | ------ | ----- | ------ |
| 1      | Japan                   | 1    | 0      | 0     | 1      |
| 2      | USA                     | 0    | 1      | 0     | 1      |
| 3      | Dominikanska republiken | 0    | 0      | 1     | 1      |
| Totalt | Totalt                  | 1    | 1      | 1     | 3      |

### Fotnoter
1. ↑  (16 juni 2021). Baseball/Softball Competition Schedule. Arkiverad 2 juli 2021 hämtat från the Wayback Machine. olympics.com. Läst 24 juni 2021.
2. ↑  Baseball/Softball. tokyo2020.org. Läst 7 oktober 2019.
3. ↑  Blum, Ronald. (7 augusti 2021). Japan beats US 2-0 to win 1st Olympic baseball gold medal. Associated Press. Läst 7 augusti 2021.
4. ↑  (Program från 31 juli 2019). Olympic Competition Schedule. tokyo2020.org. Läst 7 oktober 2019.
5. ↑  (30 mars 2020). IOC, IPC, Tokyo 2020 Organising Committee and Tokyo Metropolitan Government announce new dates for the Olympic and Paralympic Games Tokyo 2020. IOK. Läst 24 juni 2021.
6. ↑  Jones, Ian (3 augusti 2016). ”IOC approves five new sports for Olympic Games Tokyo 2020” (på engelska). IOK. https://www.olympic.org/news/ioc-approves-five-new-sports-for-olympic-games-tokyo-2020. Läst 16 augusti 2016.
7. ↑  ”WBSC announces hosts, dates of Tokyo 2020 Olympic Baseball/Softball Qualifiers” (på engelska). Arkiverad från originalet den 7 oktober 2019. https://web.archive.org/web/20191007175253/http://www.wbsc.org/olympic-news-wbsc-announces-hosts-dates-of-tokyo-2020-olympic-baseball-softball-qualifiers/. Läst 7 oktober 2017.
8. ↑  Yoo Jee-ho. (15 november 2019). S. Korea beats Mexico to qualify for 2020 Olympic baseball tournament. Yonhap News Agency. Läst 24 november 2019.
9. ↑  Li, David K. (6 juni 2021). American baseball team qualifies for Tokyo Olympics. NBC. Läst 24 juni 2021.
10. ↑  (28 juni 2021). Dominican Republic completes field of teams for Tokyo 2020 baseball event. Arkiverad 19 juli 2021 hämtat från the Wayback Machine. WBSC. Läst 20 juli 2021.
11. ↑  (7 augusti 2021). Baseball – Medallists. olympics.com. Läst 7 augusti 2021.